# Rusty Lake Paradise
Rusty Lake Paradise è un videogioco rompicapo d'avventura ideato e sviluppato dalla Rusty Lake e pubblicato l'11 gennaio 2018.

## Trama
È il 1796 e Jakob Eilander, dopo la morte misteriosa di sua madre, torna a Paradise Island, un'isola maledetta da dieci piaghe. Dovrai interagire con terrificanti creature e partecipare a rituali minacciosi per fermare la maledizione.

## Accoglienza
| Testata     | Giudizio |
| ----------- | -------- |
| PCWorld     | 4/5      |
| TouchArcade | 4/5      |

PCWorld dichiara: "È nel tirare quei fili intrecciati che troviamo il vero puzzle di Rusty Lake. Presi da soli, ognuno è un gioco d'avventura perfettamente competente nel genere "Escape Room". La tana del coniglio ora è una dozzina di giochi, ognuno dei quali è un pezzo di una storia più ampia e molto più inquietante, che copre un centinaio di anni di macabro gotico vittoriano."